# Koninklijke Houtvesterij Het Loo

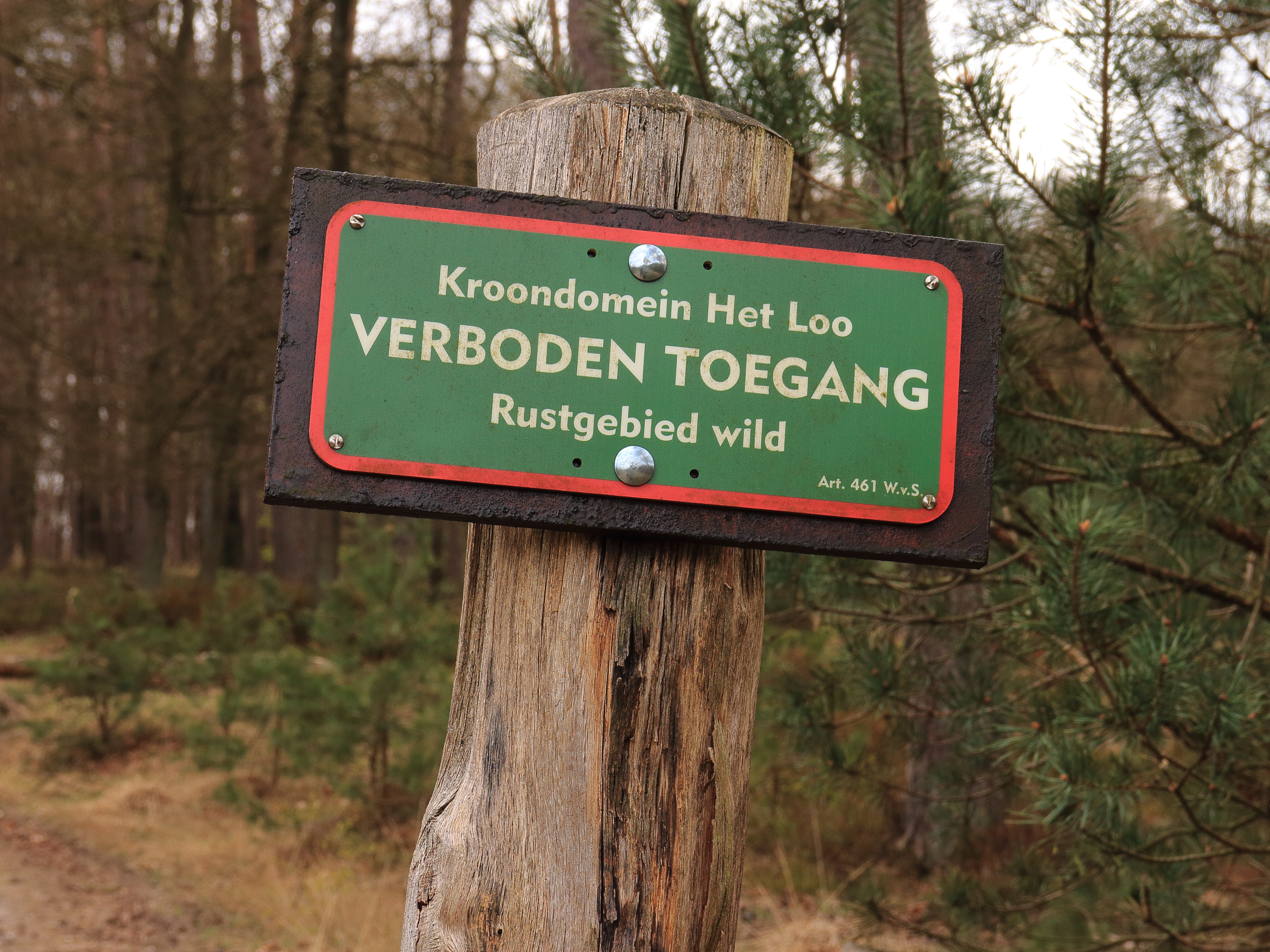
Kroondomein. Rustgebied voor het grofwild.

De Koninklijke Houtvesterij Het Loo is het grootste aaneengesloten bosgebied en een van de grootste natuurgebieden van Nederland. Het ligt op de Veluwe ten westen en noordwesten van de stad Apeldoorn.
De Houtvesterij strekt zich grofweg uit tussen de snelweg A1 in het zuiden, de weg van Vierhouten naar Emst in het noorden, de dorpen Elspeet en Uddel in het westen en het dorp Vaassen in het oosten. De totale oppervlakte is ongeveer 9700 hectare, die volledig zijn omheind en slechts worden doorsneden door de N344 en de spoorlijn Amersfoort-Apeldoorn. Het dorpje Hoog Soeren wordt volledig door de Koninklijke Houtvesterij ingesloten.
Het gebied bestaat hoofdzakelijk uit bos, met daarin enkele grote (Asselsche Heide, Uddelsche Buurtveld, Hoog Soerensche Veld) en kleinere heidevelden. Er zijn vele wandelroutes en enkele fietsroutes uitgezet, die bij de ingangen met borden en informatiepanelen zijn aangegeven. Het gebied is met uitzondering van het jachtseizoen vrij toegankelijk.
De Koninklijke Houtvesterij maakt deel uit van Kroondomein Het Loo. Het grootste deel van de Houtvesterij, 6700 hectare, is in gebruik bij de kroondrager, Willem-Alexander der Nederlanden. Dit deel is tussen 1900 en 1915 aangekocht door toenmalig Koningin Wilhelmina, die zelf Paleis Het Loo bewoonde en veel tijd in de natuur doorbracht. In 1959 heeft Wilhelmina haar privébezit aan de Staat der Nederlanden verkocht, onder de voorwaarde dat de drager van de kroon het gebruiksrecht zou behouden. Een kleiner deel, 3000 hectare, is het 'Staatsdomein afdeling Hoog Soeren' en valt onder de dienst Domeinen van het Ministerie van Financiën. Dit zuidelijke deel, met de Hoog Soerensche Bosschen en de Asselsche Heide, werd in 1684 door stadhouder Willem III aangekocht en viel al in de Franse tijd aan de Staat.
Aan het hoofd van de Koninklijke Houtvesterij staat de opperhoutvester, die door de kroondrager wordt benoemd en is belast met het beheer over het koninklijk bezit. In 2005 is afgesproken dat de opperhoutvester tevens als rentmeester aan het hoofd van Kroondomein Het Loo staat, waardoor hij nu ook verantwoordelijk is voor het Staatsdomein.